# Don Knotts
Don Knotts (născut Jesse Donald Knotts la 21 iulie 1924 – d. 24 februarie 2006) a fost un actor american de TV și film.

## Filmografie

### Film
- No Time for Sergeants (1958) - Cpl. John C. Brown
- Wake Me When It's Over (1960) - Sgt. Percy Warren
- The Last Time I Saw Archie (1961) - Cpt. Harry Little
- It's a Mad, Mad, Mad, Mad World (1963) - motociclistul nervos
- Move Over, Darling (1963) - Shoe Clerk
- The Incredible Mr. Limpet (1964) - Henry Limpet
- The Ghost and Mr. Chicken (1966) - Luther Heggs
- The Reluctant Astronaut (1967) - Roy Fleming
- The Shakiest Gun in the West (1968) - Dr. Jesse W. Heywood
- The Love God? (1969) - Abner Audubon Peacock IV
- How to Frame a Figg (1971) - Hollis Alexander Figg
- The Apple Dumpling Gang (1975) - Theodore Ogelvie
- No Deposit, No Return (1976) - Bert
- Gus (1976) - Coach Venner
- Herbie Goes to Monte Carlo (1977) - Wheely Applegate
- Mule Feathers (1977) - Narator /The Mule (voce)
- Hot Lead and Cold Feet (1978) - șerif Denver Kid
- The Apple Dumpling Gang Rides Again (1979) - Theodore
- The Prize Fighter (1979) - Shake
- The Private Eyes (1980) - Inspector Winship
- Cannonball Run II (1984) - CHP Officer #2
- Pinocchio and the Emperor of the Night (1987) - Gee Willikers (voce)
- Big Bully (1996) - Principal Kokelar
- Cats Don't Dance (1997) - T.W. Turtle (voce)
- Pleasantville (1998) - TV Repairman
- Tom Sawyer (2000) - Mutt Potter (voce)
- Quints (2000) - Gov. Healy
- Chicken Little (2005) - Mayor Turkey Lurkey (voce)
- Air Buddies (2006) , Sniffer (voce)

### Televiziune
- Search for Tomorrow (1953–1955) -
- The Steve Allen Show (1956–1960) - Steve Allen
- The Gary Moore Show (4 episodes 1962–1964) - Gary Moore
- McHale's Navy (Sezon 4, Episod 25) - Lt. Pratt
- The Joey Bishop Show (serial TV) (1961–1965) (1 episode 1964) - Barney Fife
- The Red Skelton Show (serial TV) (5 episoade 1951–1971), (1961–1965) - Commodore of Lagoons / 'Steady Fingers' Ferguson / Horaces Horatio / Mr. Pallid / Herbie
- The Andy Griffith Show (1960–1968) - Barney Fife
- The New Steve Allen Show (1961–1963) - Regular
- The Jerry Lewis Show (1 episod 1963) - Jerry Lewis
- 38th Academy Awards (1966) (TV) - ca El însuși co-prezentator
- The Don Knotts Special (1967) (TV) - ca El însuși gazda/interpret
- The Hollywood Palace (1 episod #7.17 1970) - ca El însuși
- The Don Knotts Show (1970–1971) - ca El însuși - gazda
- Don Knotts' Nice Clean, Decent, Wholesome Hour (1970) - ca El însuși - gazda/ interpret
- The Man Who Came to Dinner (1972) - Dr. Bradley
- The New Scooby-Doo Movies (2 episoade 1972) (TV) - ca El însuși (voce)
- The Flip Wilson Show (1970–74) (TV) (2 episoade 1972–1973) - ca El însuși
- Dinah Shore: In Search of the Ideal Man (1973) (TV) - ca El însuși
- I Love a Mystery (1973) - Alexander Archer
- Here's Lucy (serial TV) (1968–1974) (1 episod 1973) - Ben Fletcher
- Hollywood Squares (4 episoade, 1974–1977) - ca El însuși - Panelist
- Steve Allen's Laugh Back (1975) -
- The Captain & Tennille Show (1976-1977) ca El însuși (invitat recurent)
- The Muppet Show (1977) ca El însuși - Invitat special
- Fantasy Island (1978–1979) ca Felix Birdsong / Stanley Scheckter
- The Love Boat (1979) ca Herb Grobecker / Devon King
- Three's Company (1979–1984) ca Ralph Furley
- George Burns Comedy Week (1985) ca El însuși
- Return to Mayberry (1986) ca Barney Fife
- What a Country! (1987) ca F. Jerry 'Bud' McPherson
- The Little Troll Prince (1987) ca Professor Nidaros (voce)
- Matlock (1987–1992) ca Les Calhoun
- Newhart (TV series) (1982–1990) (1 episod Iron 1990) ca Iron
- Timmy's Gift: A Precious Moments Christmas (1991) ca Titus (voce)
- Andy Griffith Show Reunion (1993) (TV) ca El însuși
- Burke's Law (1 episod 1994)
- Step by Step (TV series) (1991–1998) (1 episod 1993) ca Deputy Feif
- 101 Dalmatians: The Series (TV series) (2 episoade, 1997-1998) ca Voci adiționale (voce)
- E! True Hollywood Story (1 episod 1998) ca El însuși
- Late Night with Conan O'Brien (1 episod 1999) ca El însuși
- Jingle Bells (1999) ca Kris (voce)
- Quints (2000) ca Gov. Healy
- Inside TV Land: The Andy Griffith Show (2000) ca El însuși
- Biography TV Documentary (1987–present) (2 episoade 2000–2002) ca El însuși
- Biography John Ritter: In Good Company (2002) ca El însuși
- Inside TV Land: Cops on Camera (2002) ca El însuși
- Odd Job Jack (2003) ca Dirk Douglas
- 8 Simple Rules (2003) ca El însuși
- Larry King Live (TV series) (1985–2010) (1 episod 2003) ca El însuși
- The Andy Griffith Show Reunion Back to Mayberry (2003) (TV) ca El însuși/ Barney Fife
- TV Lands Top Ten (2004) (1 episod) ca El însuși
- Johnny Bravo (cartoon series), episode "Johnny Makeover" (2004) ca Don Knotts (voce)
- That '70s Show (2005) ca Proprietarul
- Las Vegas (2005) ca El însuși
- The 3rd Annual TV Land Awards (2005) (TV) ca Paul Young (segment "Desperate Classic Housewives")
- Robot Chicken (cartoon series) (2005) ca El însuși
- Hatching Chicken Little (2006) ca El însuși
- CMT: The Greatest - 20 Greatest Country Comedy Shows (2006) ca El însuși

### Jocuri video
- Scooby-Doo! Night of 100 Frights (2002)

### Animație
- Hermie and Friends (2003-2006)